# Ratificación
La ratificación es la manifestación de voluntad por la cual una persona presta su consentimiento a ser alcanzado por los efectos de un acto jurídico que en su, por ejemplo, tratado, acuerdo, convención o pacto internacional provee a los estados el tiempo necesario para conseguir la aprobación necesaria del tratado en el país (por ejemplo por su poder Legislativo) y promulgar la legislación necesaria para que el tratado sea válido en dicho país. El término se aplica a tratados internacionales y constituciones en estados federales, y también es utilizado en procedimientos parlamentarios en asambleas deliberativas.

## Acuerdos entre personas
- El acto jurídico originario no ha sido celebrado por la persona que presta su ratificación. En este caso, por el principio de la autonomía de la voluntad, sin mediar la ratificación no pueden radicarse los efectos sin previa ratificación. Nótese que entre las partes que han concurrido al acto originario, este surte plenos efectos; es el ratificante quien, como tercero, no se ve alcanzado en principio. Algunas situaciones en que el tercero se ve libre de los efectos del acto originario:
  - Promesa del hecho ajeno. El tercero que es ajeno a la promesa, no está obligado a cumplirla, porque no ha prestado su consentimiento a ella, salvo que preste su ratificación, momento en que se puede decir que concurre su voluntad a la misma.
  - Inoponibilidad. El acto jurídico es válido entre las partes, pero se ha omitido alguna formalidad por vía de publicidad, y por ende, sus efectos no son oponibles a terceros. Este tercero, por lo tanto, no se verá afectado por el acto originario, a menos que preste al mismo su ratificación.
  - Falta de representación suficiente. El acto se ha celebrado entre dos personas, una de las cuales actúa para un tercero, pero lo hace sin poder para representar (agencia oficiosa), o bien teniendo poder suficiente, no hace presente que el acto es hecho en representación del tercero (contemplatio domine). En este caso, el representado no está obligado en principio por el acto celebrado por quien actúa como su representante, incluso siendo este válido, pero sí pasará a estarlo si presta su ratificación posterior.
- El acto jurídico originario ha sido celebrado por la persona que presta su ratificación, pero adolece de un vicio que impide radicar sus efectos en el celebrante. Este vicio tendrá que ser de nulidad relativa, porque ni la nulidad absoluta ni la inexistencia pueden sanearse por la ratificación.